# Козметика
Козметика се односи на супстанце чији је циљ побољшавање или заштита изгледа или мириса људског тијела. Такође постоји посебна врста козметике која је доступна у природном облику (нпр. љековито биље).

## Дефиниција и етимологија
Реч козметика потиче од грчког κοσμητικὴ τέχνη („kosmetikē tekhnē”), што значи „техника одевања и украса“, од κοσμητικός („kosmētikos”), „вешт u уређивању или аранжирању"), и од κόσμος ("kosmos"), што значи „ред” и „украс”. Козметика је састављена од мешавине хемијских једињења добијених било из природних извора или синтетички створених.

### Правна дефиниција
У Сједињеним Државама, Управа за храну и лекове (FDA), која регулише козметику, дефинише козметику као производе „који су намењени да се примењују на људско тело ради чишћења, улепшавања, промовисања привлачности или промене изгледа без утицаја на тело структура или функције“. Ова широка дефиниција укључује сваки материјал намењен за употребу као састојак козметичког производа, при чему FDA изричито искључује чисти сапун из ове категорије.

## Историја
Први археолошки докази о коришћењу козметике су нађени у Египту око 3500. п. н. е. Египатска цивилизација имала је веома развијена знања о козметици која су била брижљиво чувана и записивана. Вишим слојевима друштва, технике улепшавања и неге биле су доступније него обичним људима. Међутим, може се слободно рећи да су сви Египћани веома водили рачуна о хигијени, здрављу и лепоти. Једна од првих књига са тајнама лепоте потиче од краљице Клеопатре, која је сматрана најлепшом женом старог света.
Разлог за овакву бригу о изгледу и лепоти у древном Египту била је изложеност људи врелој и сувој пустињској клими.
Козметички препарати су помагали одржавању коже меком и здравом.. Египћани су развили веома детаљан систем неге који је био заснован на њиховом великом познавању биљака. За хидратацију коже коришћена су биљна уља са додатком мириса. Мириси су прављени од босиљка, мајорама, лаванде, камилице, љиљана, нане, рузмарина и руже а стављани су у уља бадема, маслина и сусама. Песак и алоа вера коришћени су за трљање коже. Поред основних козметичких производа, Египћани су припремали и посебне, веровали или не намењене ублажавању истих оних проблема са којима се сусрећу људи данас - третирање стрија код жена или поспешивање раста косе код мушкараца. Верује се да је трговина козметиком била одмах иза трговине дрветом које је било најважнији трговачки производ старог Египта.
У Античкој Грчкој и Античком Риму су такође користили козметику. Антички Римљани и Антички Египћани су користили козметику која је садржала отрове, као што су жива и олово. На античко царство Израела је утицала козметика, као што је забиљежено у Старом завету, где Изабела боји своје трепавице — око 840. године п. н. е. Библија Естер описује бројним епитетима, такође.
У западном свијету, почетак козметике је био у средњем вијеку, иако је било дозвољено користити је само међу вишим класама.
Око 1800. године, шминку су првенствено користиле проститутке, a краљица Викторија је јавно објавила да је шминка неприлична, вулгарна и прихватљива само за глумце.
Средином 20. вијека, козметика се међу женама раширила у скоро свим индустријским друштвима широм свијета.
Козметика се користи преко хиљаду година. Коришћење козметике је довело током година и до негативних страна, деформитета, слијепила и чак смрти. Примјер тога је коришћење церусита (бијелог олова) да би се прекрило женино лице, што се чинило током Ренесансе, и слијепило изазвано маскаром „Леш Лур“ (енгл. Lash Lure) током раних 1900-их.

## Врсте
У козметику спадају креме за заштиту коже, лосиони, пудери, парфеми и колоњске воде, ружеви за усне, лакови за нокте, козметика за очи и лице, контактна сочива у боји, фарбе за косу, спрејеви и гелови за косу, дезодоранси, купке, со и уља за купање итд.
Подскуп козметике, шминка, првенствено се односи на производе у боји који су намијењени промјени изгледа и обично га користе такође жене.

## Производња
Производња козметике је тренутно под доминацијом малог броја мултинационалних компанија насталих почетком 20. вијека, док је дистрибуција и продаја козметике раширена међу великим бројем разних предузећа.

## Здравствени утицаји
Козметика је све до 19. века садржала опасне састојке, који су често били смртоносни.
У неким производима се налазе састојци на које неке особе могу бити алергичне. Козметика је била тестирана на животињама, а утврђено је да се након недељу дана активности естрогенa, активирају ксеноестрогени.

## Састојци
Разна органска и неорганска једињења чине типичну козметику. Типична органска једињења су модификована природна уља и масти, као и различити агенси петрохемијског порекла. Неорганска једињења су обрађени минерали као што су оксиди гвожђа, талк и цинк оксид. Оксиди цинка и гвожђа су класификовани као пигменти, односно боје које нису растворљиве у растварачима. Козметичке компаније постале су транспарентније у састојцима својих производа јер су потрошачи заинтересовани за формулу својих производа.

### Природни састојци
Ручно израђени и сертификовани органски производи постају све популарнији, због чињенице да одређене хемикалије у неким производима за негу коже могу бити штетне ако се апсорбују кроз кожу. Производи за које се тврди да су органски требало би у САД да имају сертификат „USDA Organic“. Један од најпопуларнијих традиционалних кинеских лекова је гљива Tremella fuciformis, коју жене у Кини и Јапану користе као козметички производ.

### Минерални састојци
Термин „минерална шминка” односи се на категорију шминке за лице, укључујући подлогу, сенке за очи, руменило и бронзер, направљене од растреситих, сувих минералних пудера. Ови прахови се често мешају са емулзијама уље-вода. Ружеви, течни пудери и друга течна козметика, као и компримоване шминке као што су сенке за очи и руменило у компактима, често се називају минералном шминком ако имају исте примарне састојке као суве минералне шминке. Течне шминке морају да садрже конзервансе, а компримоване шминке морају да садрже везива, што суве минералне шминке не садрже. Минерална шминка обично не садржи синтетичке мирисе, конзервансе, парабене, минерално уље и хемијске боје. Из тог разлога, дерматолози могу сматрати да је минерална шминка нежнија за кожу од шминке која садржи те састојке. Неки минерали су седефасти или бисерни, дајући кожи блистав или искричав изглед. Један пример је бизмут оксихлорид.